# Samael (zespół muzyczny)
Samael – szwajcarska grupa metalowa założona w 1987 roku. Początkowo wykonująca black metal, później jej styl wyewoluował do metalu industrialnego. Zaliczana wraz z m.in. Mayhem czy Darkthrone do tzw. drugiej fali black metalu z przełomu lat 80. i 90. XX wieku. Do dziś ukazało się dziesięć albumów studyjnych grupy.

## Historia

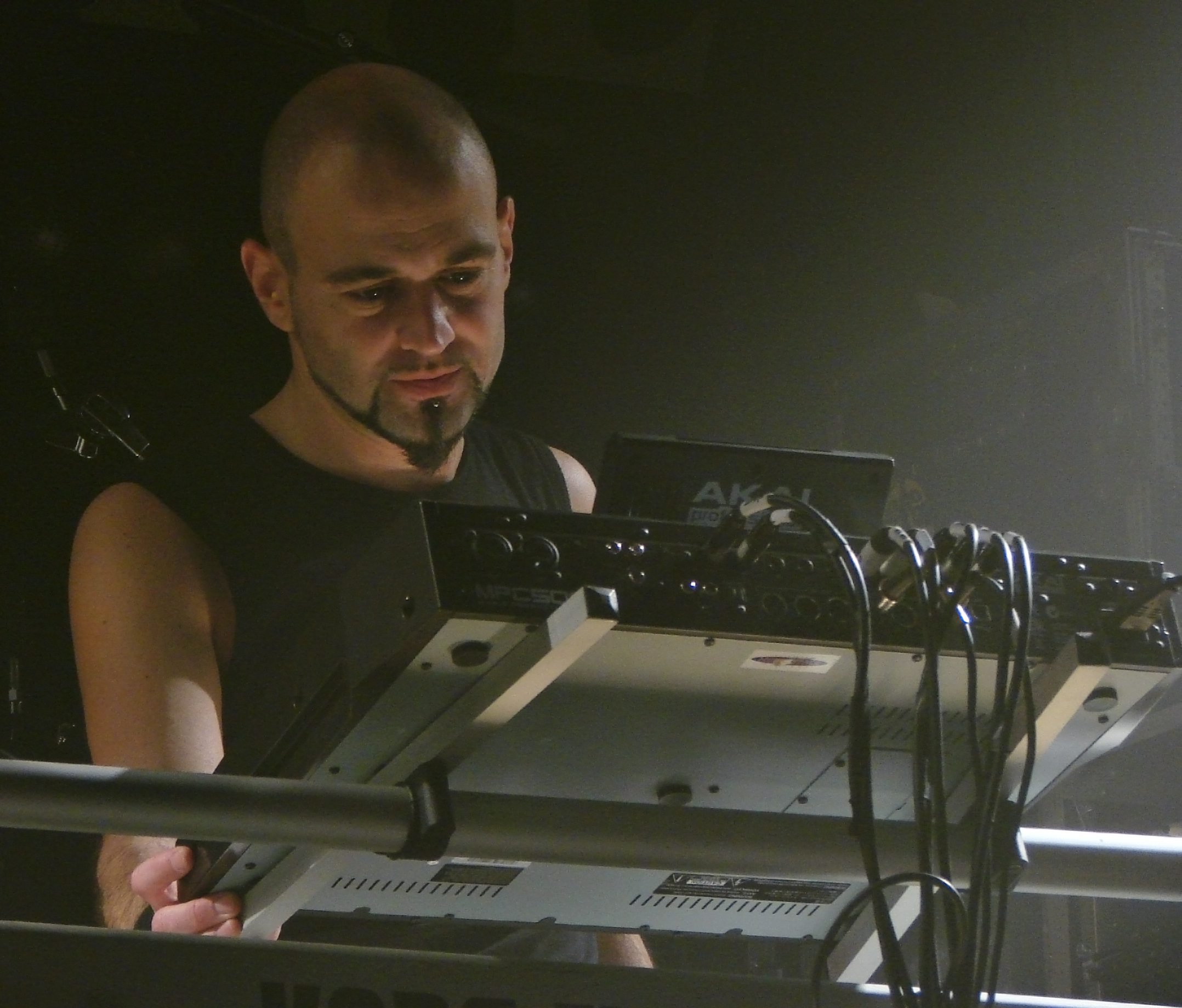
Xy podczas koncertu 11 stycznia 2009

Początkowo grupa była pod znacznym wpływem zespołów pokroju Hellhammer, Celtic Frost czy Venom i wraz z Mayhem czy Darkthrone jest uznawana za drugą falę black metalu. Należy jednak pamiętać, że muzyka Samaela nigdy nie przypominała muzyki norweskiej sceny i charakteryzowała się własnym, ciężkim brzmieniem. Dwie pierwsze płyty – Worship Him i Blood Ritual są klasycznymi pozycjami black metalowymi, natomiast na trzeciej – Ceremony of Opposites – zespół zaczął wykorzystywać elementy metalu industrialnego, których użycie znacznie rozszerzyło się na kolejnych albumach. Teksty utworów do tego czasu były w mniejszym lub większym stopniu okultystyczne, antyreligijne i satanistyczne.
Wraz z ukazaniem się albumu Passage w 1996 zespół w zasadzie zerwał ze sceną black metalową i podążył na dobre w kierunku metalu industrialnego, a tekstowo z szeroko pojętego satanizmu przeszedł w tematykę nacechowaną duchowością Wschodu. Zrezygnowano z perkusji na rzecz automatu perkusyjnego, a Xytras (już jako Xy) zajął się klawiszami i programowaniem. Zaczątek zmian można jednak usłyszeć już na minialbumie Rebellion, gdzie pojawia się całkowicie elektroniczny utwór „Static Journey”, podkreślone zostają syntezatory, a motywem przewodnim tytułowego kawałka jest opozycja, którą można traktować jako opozycję yin-yang.
Wydana w dwa lata po Passage EP Exodus nacechowana jest jeszcze głębszym elektronicznym brzmieniem, które zostanie rozbudowane na kolejnym albumie – Eternal. Wydany w 1999 przy współpracy z producentem Davidem Richardsem, jeszcze dalej odchodzi od kanonów sceny metalowej (brak podwójnej stopy perkusyjnej, wyciszone gitary, wyeksponowane klawisze i automaty perkusyjne). W utworze Supra Karma pojawia się też pierwsza solówka gitarowa w historii zespołu.
Reign of Light będąca kolejnym studyjnym nagraniem zespołu z jednej strony dodała więcej elementów orientalnych niż poprzednia płyta, a z drugiej delikatnie przesunęła się ponownie w stronę sceny ciężkiego metalu (m.in. wyraźniejsze gitary). Płytę poprzedzał pierwszy w historii singel Telepath, a już po premierze płyty pojawił się drugi singel – On Earth.
W czerwcu 2007 został wydany kolejny krążek zatytułowany Solar Soul. Jest on rozwinięciem pomysłów z Reign of Light i charakteryzuje się zarówno dość znaczną orientalizacją, jak i ciężkimi gitarowymi riffami, ponadto ponownie pojawiły się podwójne stopy. Poprzedzony był singlem Valkyries' New Ride.
W 2006 roku ukazał się także poboczny projekt Xy i Vorpha – Era One & Lesson in Magic #1 wydany przez Century Media. Wydawnictwo składa się z dwóch płyt nagranych w 2002 i 2003 roku i zremiksowanych pod koniec roku 2005. Pierwsza płyta składa się z kompozycji elektronicznych (miejscami wręcz tanecznych) połączonych z wokalizacjami Vorpha. Druga płyta to elektro-ambientowa, pozbawiona jakichkolwiek wokali podróż po krainach stworzonych przez Xy.
Grupa ma ponadto na koncie jedno wydawnictwo DVD zatytułowane Black Trip, które składa się z dwóch płyt zawierających koncerty zespołu z Summer Breeze (2002), Krakowa (1996) i bootleg z Illinois (1994); wywiady z sesji nagraniowych płyty Passage, a także teledyski do utworów „Baphomet's Throne”, „Jupiterian Vibe” i „Infra Galaxia”.
6 marca 2009 roku ukazał się ósmy album studyjny grupy – Above, będący muzycznym hołdem dla korzeni Samaela. Pierwotnie miał być to projekt uboczny muzyków grupy, muzycznie oscylujący wokół pierwszych trzech płyt Samael.
29 kwietnia 2011 roku ukazał się dziewiąty album grupy zatytułowany Lux Mundi. Był to również ostatni album nagrany z Masmiseimem, który opuścił zespół w lutum 2015 roku. Jego miejsce zajął Thomas Betrisey. 
W styczniu 2017 zespół podpisał umowę z wytwórnią Napalm Records. 13 października tego roku ukazał się dziesiąty album Hegemony.

## Muzycy
| Obecny skład zespołu - Michael „Vorph” Locher – wokal, gitara elektryczna (1987- dzisiaj) - Alexandre „Xytras” Locher – perkusja (1988-1994), instrumenty klawiszowe (syntezatory) (1995- dzisiaj) - Thomas „Drop” Betrisey – gitara elektryczna (2018-dzisiaj), gitara basowa (2015-2018) - Ales Campanelli – gitara basowa (2020-dzisiaj) |  | Byli członkowie zespołu - Pat Charvet – perkusja (1987-1988) - Rodolphe H. – instrumenty klawiszowe (1993-1996) - Kaos – gitara elektryczna (1996-2002) - Christophe „Masmiseim"/“Mas” Mermod- gitara basowa (1991-2015) - Marco „Makro” Rivao – gitara elektryczna (2002-2018) - Pierre Carroz - gitara basowa (2018-2020) |

## Dyskografia
| 1988                           | Medieval Prophecy (EP) - Data: grudzień 1988 - Wydawca: Necrosound Records             | –   | –  | —  |
| 1991                           | Worship Him - Data: 1 kwietnia 1991 - Wydawca: Osmose Productions                      | –   | –  | —  |
| 1992                           | Blood Ritual - Data: 1 grudnia 1992 - Wydawca: Century Media Records                   | –   | –  | —  |
| 1993                           | After the Sepulture (EP) - Data: 1993 - Wydawca: Century Media Records                 | –   | –  | —  |
| 1994                           | Ceremony of Opposites - Data: 18 lutego 1994 - Wydawca: Century Media Records          | –   | –  | —  |
| 1995                           | Rebellion (EP) - Data: 23 maja 1995 - Wydawca: Century Media Records                   | –   | –  | —  |
| 1996                           | Passage - Data: 19 sierpnia 1996 - Wydawca: Century Media Records                      | –   | –  | 84 |
| 1998                           | Exodus (EP) - Data: 2 czerwca 1998 - Wydawca: Century Media Records                    | –   | –  | —  |
| 1999                           | Eternal - Data: 19 lipca 1999 - Wydawca: Century Media Records                         | –   | –  | 59 |
| 2004                           | Reign of Light - Data: 11 października 2004 - Wydawca: Regain Records                  | 153 | 66 | —  |
| 2006                           | Era One & Lesson in Magic #1 - Data: 27 stycznia 2006 - Wydawca: Century Media Records | –   | –  | —  |
| 2007                           | Solar Soul - Data: 1 czerwca 2007 - Wydawca: Nuclear Blast                             | 158 | 41 | —  |
| 2009                           | Above - Data: 6 marca 2009 - Wydawca: Nuclear Blast                                    | 145 | 37 | 99 |
| 2010                           | Antigod (EP) - Data: 19 listopada 2010 - Wydawca: Nuclear Blast                        | –   | –  | —  |
| 2011                           | Lux Mundi - Data: 29 kwietnia 2011 - Wydawca: Nuclear Blast                            | –   | 46 | —  |
| 2017                           | Hegemony - Data: 13 października 2017 - Wydawca: Napalm Records                        | –   | 22 | 76 |
| „—” pozycja nie była notowana. |                                                                                        |     |    |    |

| Rok  | Tytuł                                                                                 |
| ---- | ------------------------------------------------------------------------------------- |
| 1994 | 1987-1992 - Data: 28 listopada 1994 - Wydawca: Century Media Records                  |
| 2003 | Since the Creation... (BOX) - Data: 8 grudnia 2003 - Wydawca: Century Media Records   |
| 2007 | Aeonics - An Anthology - Data: 26 lutego 2007 - Wydawca: Century Media Records        |
| 2008 | Medieval Prophecy - Data: 28 października 2008 - Wydawca: Necrosound Records          |
| 2010 | A Decade In Hell (BOX) - Data: 22 listopada 2010 - Wydawca: Century Media Records     |
| 2015 | Original Album Collection (BOX) - Data: 15 maja 2015 - Wydawca: Century Media Records |

| Rok  | Tytuł                                                             |
| ---- | ----------------------------------------------------------------- |
| 2003 | Black Trip - Data: 17 lipca 2003 - Wydawca: Century Media Records |

| Rok  | Tytuł                                                                                         |
| ---- | --------------------------------------------------------------------------------------------- |
| 1987 | Into the Infernal Storm of Evil (demo) - Data: listopad 1987 - Wydawca: brak (wydanie własne) |
| 1988 | Macabre Operetta (demo) - Data: 15 lipca 1988 - Wydawca: brak (wydanie własne)                |
| 1989 | From Dark to Black (demo) - Data: 3 grudnia 1989 - Wydawca: brak (wydanie własne)             |
| 2004 | Telepath (singel) - Data: 27 września 2004 - Wydawca: Galactical Records                      |
| 2005 | On Earth (singel) - Data: 13 czerwca 2005 - Wydawca: Galactical Records                       |
| 2007 | Valkyries' New Ride (singel) - Data: 11 maja 2007 - Wydawca: Nuclear Blast                    |
| 2009 | Illumination (singel) - Data: 23 lutego 2009 - Wydawca: Nuclear Blast                         |

## Teledyski
| Rok  | Tytuł                     | Reżyseria               | Album                 | Źródło |
| ---- | ------------------------- | ----------------------- | --------------------- | ------ |
| 1994 | „Baphomet's Throne"       | —                       | Ceremony Of Opposites | [ 10 ] |
| 1996 | „Jupiterian Vibe"         | —                       | Passage               | [ 10 ] |
| 1999 | „Infra Galaxia"           | —                       | Eternal               | [ 10 ] |
| 2004 | „Telepath"                | —                       | Reign Of Light        | [ 10 ] |
| 2007 | „Slavocracy"              | —                       | Solar Soul            | [ 10 ] |
| 2009 | „Black Hole"              | Sergeï Ulyanov          | Above                 | [ 10 ] |
| 2011 | „Luxferre"                | Patric Ullaeus          | Lux Mundi             | [ 10 ] |
| 2017 | „Black Supremacy"         | Marki Ghosteaser and MK | Hegemony              |        |
| 2021 | „Helter Skelter”          |                         | Hegemony              |        |
| 2022 | „Dictate Of Transparency” |                         | Hegemony              |        |